# Astrid Kaptijn
Astrid Clementine Maria Kaptijn (* 24. Juni 1962 in Heemstede) ist eine niederländische katholische Theologin und Hochschullehrerin.

## Leben
Kaptijn studierte Katholische Theologie sowie lateinisches und orientalisches Kirchenrecht und verfügt über ein Doktorat co-tutelle im kanonischen Recht. Seit 2010 lehrt sie als Professorin für Kanonisches Recht an der Universität Freiburg (Schweiz). Vor ihrer Berufung dorthin  lehrte sie 13 Jahre lang am Institut Catholique de Paris, wo sie auch Maître de Conférence und Vizedekanin war. Neben ihrer Tätigkeit in Freiburg ist sie Gastprofessorin am Institut Catholique de Paris sowie in Leuven und Yaoundé.
Sie arbeitet mit in verschiedenen Komitees von wissenschaftlichen Zeitschriften und ist Richterin im schweizerischen Interdiözesangericht und Mitglied von mehreren beratenden kirchlichen Instanzen, sowohl in der Schweiz als auch in Frankreich und in den Niederlanden.
Am 14. September 2019 ernannte sie Papst Franziskus zur Konsultorin der Kongregation für die orientalischen Kirchen.